# Toccolus
Genre
Toccolus est un genre d'opilions laniatores de la famille des Epedanidae.

## Distribution
Les espèces de ce genre se rencontrent en Asie du Sud-Est.

## Liste des espèces
Selon World Catalogue of Opiliones (28/06/2021) :
- Toccolus chibai Suzuki, 1976
- Toccolus globitarsis Suzuki, 1969
- Toccolus javanensis Kury, 2008
- Toccolus kuryi Zhang & Martens, 2020
- Toccolus minimus Roewer, 1927

## Publication originale
- Roewer, 1927 : « Ostasiatische Opiliones, von Herrn Prof. F. Silvestri im Jahre 1925 erbeutet. » Bollettino del Laboratorio di Zoologia Generale e Agraria della Facolta Agraria in Portici, vol. 20, p. 192–210.